# Schalldämpfer

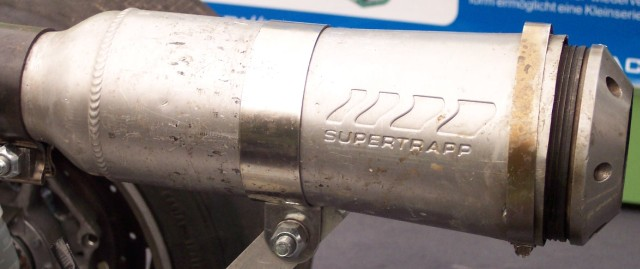
Motorrad-Schalldämpfer

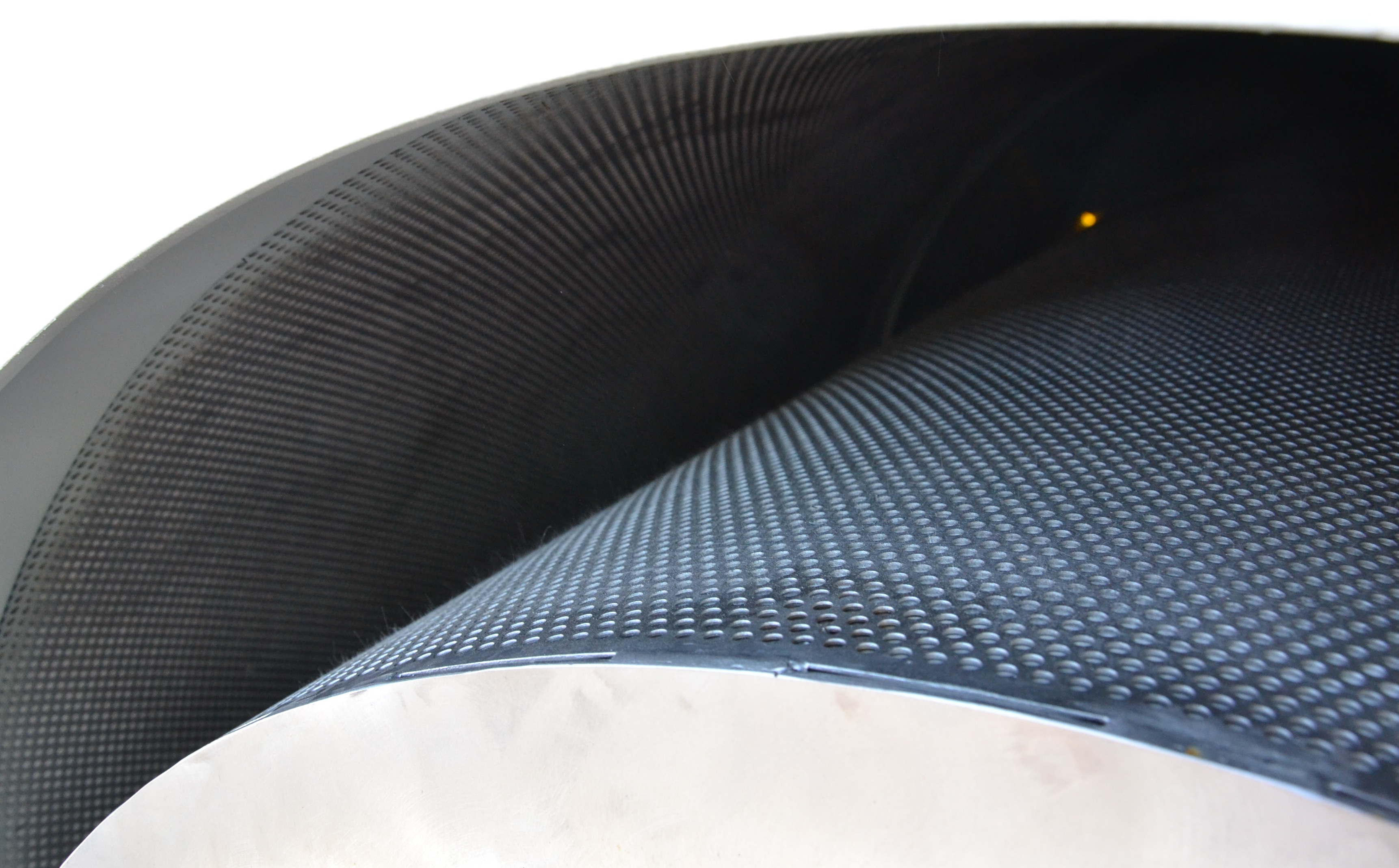
Detail eines Absorptionsschalldämpfers zur Reduktion von Ausblasgeräuschen einer Rohrleitung. Durch den Ringraum strömt das Medium, die Wände sind aus Lochblech aufgebaut und dahinter mit Absorptionsmaterial ausgefüllt.

Ein Schalldämpfer ist eine Vorrichtung zur Verminderung von Schallemissionen.
Die verbreitetste Form eines Schalldämpfers befindet sich in nahezu jedem Kraftfahrzeug mit dem Ziel, die Motor- und Auspuffgeräusche deutlich zu verringern. Ebenso verbreitet ist der Einsatz in Kanalsystemen und Rohrleitungen von Luft führenden Kanalsystemen der Gebäudetechnik. Hier werden z. B. in Lüftungsleitungen so genannte Telefonieschalldämpfer und in Kanälen sogenannte Kulissen eingesetzt.
Es gibt verschiedene Bauarten von Schalldämpfern, die aufgrund verschiedener Wirkungsmechanismen die von einer Schallquelle erzeugte Schallleistung verringern. In der Regel werden Absorptions- oder Interferenzdämpfer eingesetzt.
Schalldämpfer werden auch zur Minderung der Lautstärke von Schusswaffen genutzt.

## Schalldämpfer bei Verbrennungsmotoren
Die Schalldämpfer in einer Abgasanlage dienen der Reduzierung des Mündungsgeräuschs der Abgasanlage, die bei Kraftfahrzeugen auch Auspuffanlage genannt wird. Sie sind ebenfalls als Schalldämpfer wirkenden Katalysatoren nachgeschaltet.
Für Personenkraftwagen und Motorräder werden zum Fahrzeugtuning Sportschalldämpfer angeboten. Sie bieten in der Regel einen sportlicheren Auspuffklang, höhere Material- und Fertigungsqualität und geringeres Gewicht als die Serienteile. Sie werden in den meisten Fällen mit einer EG-Typgenehmigung angeboten und sind somit eintragungsfrei. Für Motorräder gibt es außer Komplettanlagen mit Krümmer auch Dämpfer zum Aufstecken, die mit Federn gehalten werden („Slip-on“) aber auch verschraubte („Bolt-on“) Dämpfer, die mit Schellen oder Flanschen befestigt werden.

### Reflexionsschalldämpfer
Der Schalldämpfer enthält mehrere (typischerweise vier) Kammern, um das Prinzip der Interferenz zu nutzen. Beim Durchlaufen der Kammern kommt es zu unterschiedlichen Laufzeiten der Schallwellen und deshalb löschen sich die Schalldruckamplituden zum Teil gegenseitig aus, was eine Reduzierung der Schalldruckspitzen zur Folge hat. Reflexionen werden in einem Schalldämpfer durch Prallwände, Querschnittserweiterungen und -verengungen erzeugt. Jedoch erhöht sich, abhängig von der Konstruktionsweise der Abgasgegendruck. Dieser ist bei Zweitakt-Ottomotoren zur Verringerung der Spülverluste sogar erwünscht, so dass das Entfernen oder Verändern des Dämpfers die Motorleistung und -verbrauch beeinträchtigen können.
Durch Reflexionsschalldämpfer werden hauptsächlich die tiefen Frequenzen gedämpft.

### Absorptionsschalldämpfer
Ein Absorptionsschalldämpfer enthält poröses Material, im Regelfall Steinwolle, Glaswolle oder Glasfaser, das die Schallenergie teilweise absorbiert, das heißt, in Wärme umwandelt. Der Effekt der Schallabsorption wird durch die Mehrfachreflexion verstärkt. Es ist eine Reduzierung des Abgasgeräusches um 50 dB möglich, was einer Verringerung des Schalldrucks um den Faktor 300 entspricht. Durch Absorption werden im Schalldämpfer hauptsächlich die höheren Frequenzen gedämpft.
Im Regelfall sind in einer Abgasanlage beide Verfahren kombiniert. Entweder als getrennte Schalldämpfer (Mittel- und Endschalldämpfer) oder in einem kombinierten einzigen Schalldämpfer. So kann man ein möglichst breites Frequenzspektrum abdecken.

### Aktive Gegenschalldämpfer
Neue mit Gegenschall arbeitende Schalldämpfer sind technisch in der Lage, den Schall von Autos gegenüber klassischen Schalldämpfern um bis zu 20 dB zu senken. Eine Pegelminderung um 20 dB empfindet der Mensch dabei als eine Reduzierung der Lautstärke auf ein Viertel. Durch Einsatz dieser Technologie erreichen auch schwere Lastzüge und leistungsstarke Motorräder das Niveau aktueller, leiser PKW.
Die elektronischen Gegenschalldämpfer sind kleiner und leichter als klassische Schalldämpfer. Der um etwa 35 % reduzierte Gegendruck wirkt sich wahlweise in einer Steigerung der Leistung oder einer Reduzierung des Kraftstoffverbrauchs und damit des CO2-Ausstoßes aus.

### Kondensatbildung

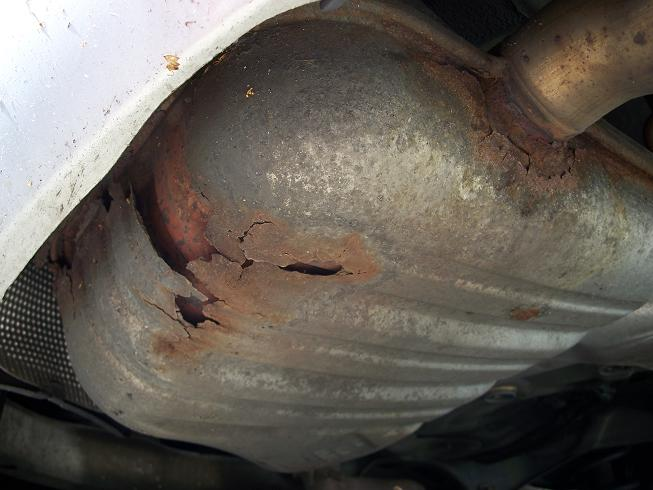
Durch Korrosion zerstörter Endschalldämpfer

Abgassysteme und insbesondere die Schalldämpfer von Verbrennungsmotoren, die nicht dauernd betrieben werden – wie z. B. Kraftfahrzeuge im Kurzstreckenbetrieb – sind besonders korrosionsgefährdet. An den bei Motorstart noch kalten Wänden des Abgassystems kondensiert Wasser aus dem Verbrennungsprozess, in dem sich aggressive Rückstände (z. B. Schwefeldioxid) lösen. Da die Strömungsgeschwindigkeit des Abgases in den Schalldämpfern herabgesetzt ist, sammelt sich das aggressive Kondensat dort und führt zu einer Zerstörung des Schalldämpfers von innen nach außen. Insbesondere im Kurzstreckenbetrieb werden die Schalldämpfer nicht warm genug, um das Kondensat schnell zu verdunsten. Der Einsatz von rostfreien Edelstählen hat die Resistenz der Schalldämpfer gegen korrosive Angriffe deutlich erhöht. Diese chrom- und teilweise nickel- und molybdänhaltigen Stähle werden seit Beginn der 1990er Jahre in Schalldämpfern insbesondere der Automobilindustrie verwendet. Manche Hersteller geben Garantien gegen Durchrosten von mehreren Jahren.

## Schalldämpfer in Lüftungs- und Heizungsanlagen
Die Schalldämpfer dienen vor allem dazu, vom Luftstrom übertragene Geräusche zu mindern, bzw. eine Schallübertragung zwischen Räumen wie z. B. zwischen Kinosälen zu verhindern.
In Lüftungs- und Heizungsanlagen werden Ventilatoren eingesetzt. Der von Ventilatoren abgestrahlte Schall gelangt über das oft weit verzweigte System von Luftleitungen bis in die Räume oder wird über Fortluftöffnungen nach außen oder innen abgestrahlt. Um die Ziele des Lärmschutzes inner- und außerhalb des Gebäudes zu erreichen, ist der Einbau von Schalldämpfern in vielen Fällen unumgänglich. Neben dem vorzugsweise in Ventilatornähe angeordneten „Hauptschalldämpfer“ ist es in Abhängigkeit von den Schallschutzansprüchen oftmals notwendig, weitere Schalldämpfer in der Luftleitung einzubauen, um beispielsweise das Strömungsgeräusch von Bauteilen der Luftleitung zu reduzieren.
Bei der Be- und Entlüftung von Maschinenräumen sind häufig die Maschinen die dominierende Schallquelle. Hierbei werden Schalldämpfer eingesetzt, um die erforderliche Kühlluft für z. B. Kälteaggregate zu- oder abzuführen, ohne dass der Maschinenlärm zur Belästigung in der Umgebung führt.
Schalldämpfer sind auch erforderlich, wenn aus Lärm-erfüllten Räumen Schall in Luftleitungen eindringen und an anderer Stelle wieder abgestrahlt werden kann. Die Schallübertragung über diesen Weg wird auch als „Telefonie“ und die zur Reduzierung des Schalls eingesetzten Schalldämpfer als „Telefonieschalldämpfer“ bezeichnet. Solche Dämpfer werden auch in Luftheizungsanlagen von Kraftfahrzeugen und Booten eingesetzt.
Wirkungsweise
Grundsätzlich haben Schalldämpfer die Aufgabe, den sich über das Kanalsystem ausbreitenden Luftschall zu vermindern, ohne dem strömenden Medium einen wesentlichen Widerstand entgegenzusetzen. Das Medium strömt hierbei durch möglichst strömungsgünstig gestaltete, schallabsorbierend ausgekleidete Kanäle. Als Absorptionsmaterial wird häufig Mineralwolle verwendet, deren zum Luftstrom zugewandten Seiten mit einem schalldurchlässigen Material, meist Glasseidengewebe, gegen Abrieb geschützt sind.
Um eine hohe Dämpfungswirkung zu erreichen, werden Kanäle mit großem Querschnitt in schmale, beidseitig absorbierende Einzelkanäle aufgeteilt, indem quaderförmige, absorbierende Elemente, sogenannte Kulissen, mit Abstand nebeneinander angeordnet werden. Die Kulissen bilden schmale Schächte, durch welche das Medium strömt.
Schalldämpfer mit rundem Querschnitt werden auch als Rohrschalldämpfer bezeichnet. Für große Querschnitte wird die Querschnittsunterteilung durch zentrische Anordnung eines mit Absorptionsmaterial gefüllten, sogenannten Kerns erreicht. Auch Rohrschalldämpfer mit ringförmigen Kulissen sind gebräuchlich.
Technische Kenngrößen
Die technischen Parameter der Schalldämpfer – Einfügungsdämpfung, Strömungsgeräusch und Gesamtdruckverlust – werden durch Labormessungen nach DIN EN ISO 7235 ermittelt. Ein normgerechter Prüfstand befindet sich beim Fraunhofer-Institut für Bauphysik Stuttgart. Mehrere Hersteller haben sich zur RAL Gütegemeinschaft Kulissenschalldämpfer e. V. mit dem Ziel zusammengeschlossen, die Produktdaten der Schalldämpfer von dieser unabhängigen Prüfstelle auf der Grundlage einheitlicher Güte- und Prüfbestimmungen freiwillig prüfen und überwachen zu lassen.
Auslegung der Schalldämpfer für den konkreten Anwendungsfall
Die Ermittlung der Abmessungen und des geeigneten Typs geschieht rechnerisch unter Vorgabe des Volumenstroms, der Dämpfungswerte und des zulässigen Druckverlustes. Für die Auslegung stellen viele Hersteller eine kostenlose Dimensionierungssoftware auf der Basis von Messwerten zur Verfügung.
Schalldämpfertypen
Schalldämpfer müssen möglichst gut auf das Frequenzspektrum der Schallquelle abgestimmt sein. In der Lüftungstechnik kommen deshalb unterschiedliche Typen von Schalldämpfern zum Einsatz:
Absorptionsschalldämpfer
Die den Schall bildenden Schwingungen der Luftmoleküle werden im porösen Absorptionsmaterial (häufig Mineralwolle) abgebremst; dabei wird Schallenergie in Wärmeenergie umgewandelt. Schalldämpfer, die nach dem reinen Absorptionsprinzip arbeiten, besitzen hervorragende Dämpfungswerte bei mittleren und hohen Frequenzen. Für tiefe Frequenzen sind Absorptionsschalldämpfer häufig weniger wirksam, da für eine ausreichende Schichtdicke des Absorptionsmaterials häufig zu wenig Bauraum zur Verfügung steht. 
Resonanzschalldämpfer
Der Begriff "Resonanzschalldämpfer" steht für unterschiedliche Konstruktionsprinzipien, denen gemeinsam ist, dass eine Feder, meist in Form eines Luftvolumens, in Verbindung mit einer akustischen Masse zur Resonanz angeregt wird. Die akustische Masse kann entweder eine den Luftraum abschließenden Platte (Plattenresonator) oder eine mitschwingende Luftmasse (Lochplattenresonator, Helmholtzresonator) sein. Im Bereich der Resonanzfrequenz wird dem Schallfeld Energie entzogen. Dieser Effekt ist im Wesentlichen auf tiefe Frequenzen und auf eine bestimmte Frequenz beschränkt, kann jedoch durch Hintereinanderschaltung unterschiedlich abgestimmter Resonatoren und/oder zusätzlicher Bedämpfung mit Absorbermaterial über einen breiteren Frequenzbereich wirksam sein. Resonanzschalldämpfer werden oft mit Absorptionsschalldämpfern kombiniert.
Kammer-Absorptionsschalldämpfer
In der Raumlufttechnik werden häufig sogenannte Kammer-Absorptionskulissen eingesetzt. Bei diesem Typ wird der Absorber (Mineralwolle) halbseitig durch ein dünnes Vollblech abgedeckt. Im Inneren der Kulisse bildet der Kulissenrahmen in Verbindung mit dem Abdeckblech und einem Schottblech eine Kammer. Die Masse des Vollbleches und das Kammervolumen bewirken im Zusammenspiel einen Resonanzeffekt, während die nicht abgedeckte Kulissenoberfläche als Absorber wirksam wird. Dieser Schalldämpfertyp hat ein breitbandiges Dämpfungsspektrum mit verbesserter Dämpfung bei tiefen Frequenzen.
Aktive Schalldämpfer
Neben den Schalldämpfern der beschriebenen Art gibt es Schalldämpfer mit elektroakustischem Wirkprinzip (Antischall) oder elektronisch verstärkte Resonatoren. Wegen der erforderlichen Hilfsenergie werden diese Schalldämpfer als „Aktive Schalldämpfer“ bezeichnet. Der Vorteil dieser Technik liegt vor allem darin, dass auf kurzer Länge hohe Dämpfungswerte ohne zusätzlichen Druckverlust erreichbar sind. Nachteilig ist, dass sich die Wirksamkeit auf relativ kleine Abmessungen der Luftleitung und auf tiefe Frequenzen beschränkt.

## Schalldämpfer bei Waffen

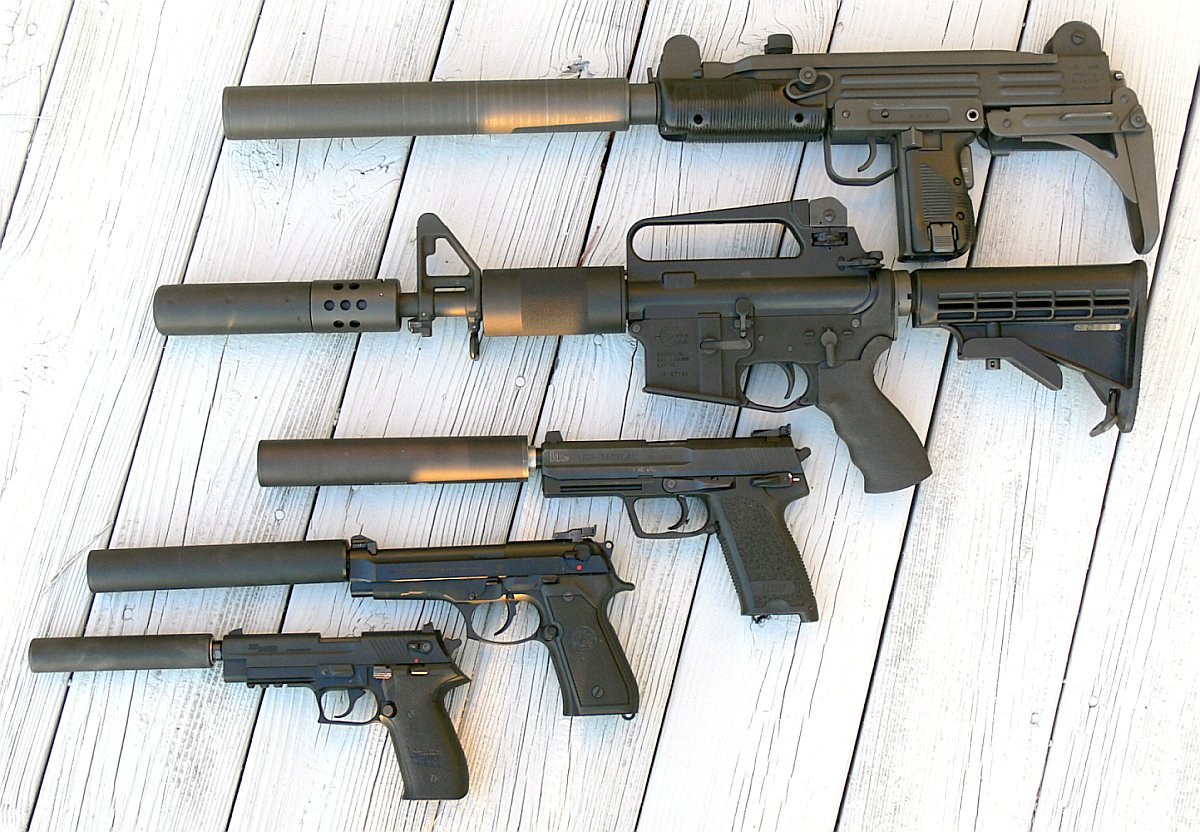
1. IMI Uzi mit Companion Shooting Supplies (Vector Arms) Model 2000, 9mm.
2. RRA AR-15 mit Advanced Armament Corporation (AAC) Omni, .223.
3. HK USP Tactical mit AAC Evolution -45.
4. Beretta 92FS mit AAC Evolution -9.
5. SIG Mosquito mit AAC Pilot, .22.

Auch Schusswaffen können mit Schalldämpfern ausgerüstet werden. In der Regel wird der Schalldämpfer dabei entweder auf die mit einem Außengewinde versehene Laufmündung aufgeschraubt oder durch eine Kupplung auf einem dafür eingerichteten Mündungsaufsatz - wie etwa einer Mündungsbremse oder einem Feuerscheindämpfer - aufgesetzt und befestigt. Deutlich seltener kann der Schalldämpfer auch wie z. B. bei der MP5 SD oder beim AWS als fester Bestandteil der Waffe ausgeführt sein.
Der Schalldämpfer reduziert ausschließlich die Schallemission, die von den beim Schuss aus der Laufmündung ausströmenden, unter hohem Druck stehenden und explosionsartig expandierenden Gasen ausgeht. Die mechanischen Geräusche einer eventuell vorhandenen Nachladeautomatik und der laute Geschossknall von Projektilen, die mit Überschallgeschwindigkeit abgefeuert werden (Überschallmunition), bleiben unbeeinflusst. Der auch bei Verwendung eines Schalldämpfers auftretende Geschossknall kann jedoch ergänzend durch die Verwendung von Unterschallmunition (Projektile, die knapp unterhalb der Schallgeschwindigkeit fliegen) vermieden werden. Die Wirkung und Akustik von Schalldämpfern in Filmen und Videospielen ist daher realitätsfern.